# Alfons Maria Stickler
Alfons Maria Stickler S.D.B., avstrijski rimskokatoliški duhovnik, škof in kardinal, * 23. avgust 1910, Neukirchen, † 12. december 2007, Rim.

## Življenjepis
27. marca 1937 je prejel duhovniško posvečenje pri salezijancih.
8. septembra 1983 je bil imenovan za naslovnega nadškofa Volsiniuma in za pro-arhivista v Vatikanskih tajnih arhivih ter za pro-knjižničarja Vatikanske knjižnice. 1. novembra istega leta je prejel škofovsko posvečenje.
25. maja 1985 je bil povzdignjen v kardinala in imenovan za kardinal-diakona S. Giorgio in Velabro; čez dva dni je postal polni arhivist in knjižničar. Z obeh položajev se je upokojil 1. julija 1988.
29. januarja 1996 je bil imenovan za kardinal-duhovnika S. Giorgio in Velabro.